# Royal Greenland
Royal Greenland är Grönlands största företag, och världens största producent av kallvattenräkor. Företaget ägs till fullo av Grönlands Självstyre, och har närmare 2000 anställda, varav cirka 800 i Grönland. Produktion sker även i Danmark, Polen, Tyskland och Kanada. 